# 553 Kundry
Kundry è un asteroide della fascia principale. Scoperto nel 1904, presenta un'orbita caratterizzata da un semiasse maggiore pari a 2,2304017 UA e da un'eccentricità di 0,1101754, inclinata di 5,38977° rispetto all'eclittica.
Stanti i suoi parametri orbitali, è considerato un membro della famiglia Flora di asteroidi.
Il suo nome fa riferimento ad un personaggio di Parsifal, un dramma musicale di Richard Wagner.